# Call Me (Samantha vs Sabrina)
Call Me è un singolo delle cantanti Samantha Fox e Sabrina Salerno, cover dell'omonimo brano dei Blondie, pubblicato il 15 giugno 2010.

## Il brano
Accreditato alle due artiste come "Samantha vs Sabrina", il brano è una cover dance dell'omonimo brano del 1980 del gruppo new wave Blondie, scritto da Debbie Harry e prodotto da Giorgio Moroder. Il brano stato inviato alle radio il 4 giugno e pubblicato il 15 giugno in formato digitale, CD, EP e Picture Disc.
Il 12 dicembre 2012 sono stati pubblicati dei nuovi remix ufficiali del brano, dal titolo Call Me 2K12.

## Video musicale
Il singolo è stato accompagnato da un videoclip diretto da Mauro Lovisetto, pubblicato il 14 giugno 2010 sul canale YouTube dell’etichetta discografica X-Energy.

## Tracce
CD singolo, download digitale
1. Call me (Andrea T. Mendoza vs. Tibet Original Radio) – 3:39
2. Call me (Andrea T. Mendoza vs. Tibet Yes Radio Mix) – 3:36
3. Call me (T1 Radio Mix) – 3:44
4. Call me (Andrea T. Mendoza vs. Tibet Original Club) – 7:39
5. Call me (Andrea T. Mendoza vs. Tibet Yes Club Mix) – 7:12
6. Call me (SBP Remix) – 5:51
7. Call me (Nigel Neptune Mix) – 8:02
8. Call me (Sirrel and Tole Bassline Mix) – 4:53

EP, download digitale
1. Call Me – 3:39
2. In the Morning – 3:50 – solo Sabrina Salerno
3. I Give Myself to You (Remix) – 5:08 – solo Samantha Fox
4. Gringo (Remix) – 3:36 – solo Sabrina Salerno
5. Call Me – 3:39 – solo Samantha Fox
6. Call Me – 3:39 – solo Sabrina Salerno
7. Call Me (Andrea T. Mendoza Vs Tibet Yes Club Mix) – 7:12
8. Call Me (Starlet DJs Club Mix) – 7:03
9. Call Me (Sleazesisters Club Mix) – 8:00
10. Call Me (Williamsburg Trash Bar Mix) – 5:25
11. Call Me (Video)

Picture Disc/Vinile
1. Call me (Andrea T. Mendoza vs. Tibet Original Club) – 7:39
2. Call Me (Andrea T. Mendoza vs. Tibet Original Radio) – 3:39
3. Call Me (Andrea T. Mendoza vs. Tibet Yes Radio Mix) – 7:12
4. Call Me (Andrea T. Mendoza vs. Tibet Tribal Mix) (Solo vinile) – 7:39

## Classifiche
| Classifica (2010)         | Posizione massima |
| ------------------------- | ----------------- |
| Russia (airplay)          | 200               |
| Classifica (2013) - Remix | Posizione massima |
| Russia (airplay)          | 133               |